# Catenulina hedysaroides
Catenulina hedysaroides är en korsblommig växtart som först beskrevs av Viktor Petrovitj Botjantsev, och fick sitt nu gällande namn av Jiří Soják. Catenulina hedysaroides ingår i släktet Catenulina och familjen korsblommiga växter. Inga underarter finns listade i Catalogue of Life.